# بایزینگن
بایزینگن (به آلمانی: Baisingen) یک منطقهٔ مسکونی در آلمان است که در روتنبورگ آم نکا واقع شده‌است. بایزینگن ۱٬۲۷۷ نفر جمعیت دارد.